# Dè a-nis?
Dè a-Nis? (en català I ara què?) és un programa infantil en gaèlic escocès produït per BBC Alba. S'emet per BBC Alba les nits de dimecres i a BBC Two Scotland els dijous a la nit.

## Història
Va començar a emetre's el 1993 com una de les millores de la programació en gaèlic, i era originalment produït per CTG (Commataidh Telebhisein Gàidhlig). Originalment no hi havia presentadors i s'omplia l'hora de durada amb petites seccions.

### Format de Magazine
Des del 1999 s'ha optat per l'ús de presentadors, música pop, reportatges especials, dibuixos animats i espectadors que contacten amb el programa.

### Especials
Dè a-nis? presenta sovint episodis especials com ara l'obertura de l'Escola Gaèlica d'Inverness, el Dia de Sant Patrici de Dublín i Galway i el Mòd (festival de la cançó, cultura i arts gaèlic). Per la campanya Children in Need 2007, Dè a-nis va organitzar una sèrie d'events, incloent Eilidh i Jo (de BBC Radio nan Gàidheal) recorrent amb bicicleta totes les Hèbrides Exteriors i Sarah i Calum fent ràpel per l'edifici de la BBC Pacific Quay. Es van recollir un total de 865 £.